# Bezirk Vārkava
Der Bezirk Vārkava (Vārkavas novads) war ein Bezirk in Lettland, der von 2009 bis 2021 existierte. Bei der Verwaltungsreform 2021 wurde der Bezirk aufgelöst, sein Gebiet gehört seitdem zum neuen Bezirk Preiļi.

## Geographie
Der Bezirk lag im Südosten des Landes in der Region Lettgallen.

## Bevölkerung
Der Verwaltungsbezirk wurde 2009 aus den drei Gemeinden Rožkalni, Upmala und Vārkava gebildet. Das Verwaltungszentrum befand sich in Vecvārkava. 2013 waren 2412 Einwohner gemeldet, 2020 waren es noch 1793. Die größten Ortschaften waren Vecvārkava, Vanagi, Rimicāni, Arendole und Piliškas.

## Sehenswürdigkeiten

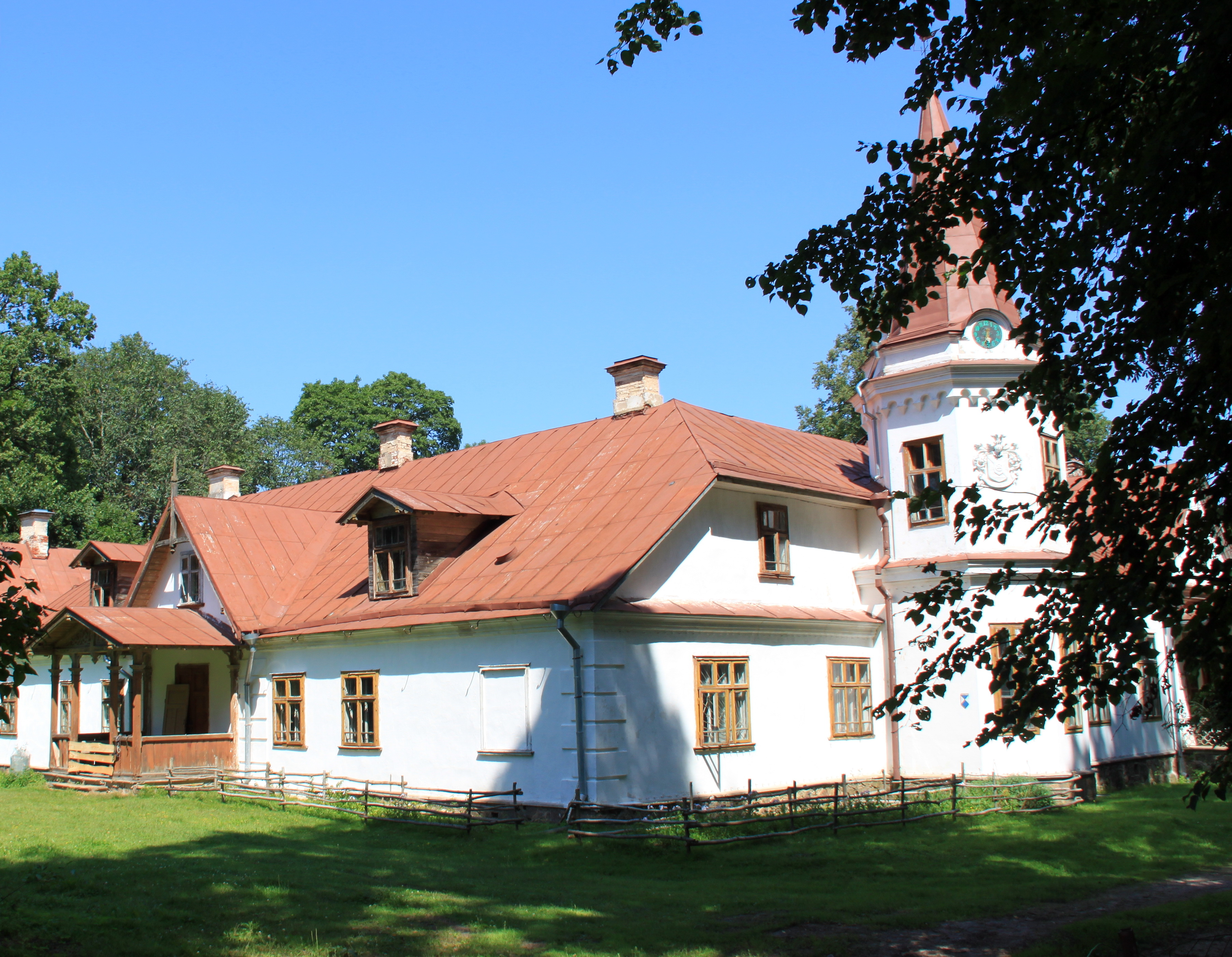
Herrenhaus Randol in Arendole (Gemeinde Rožkalni)
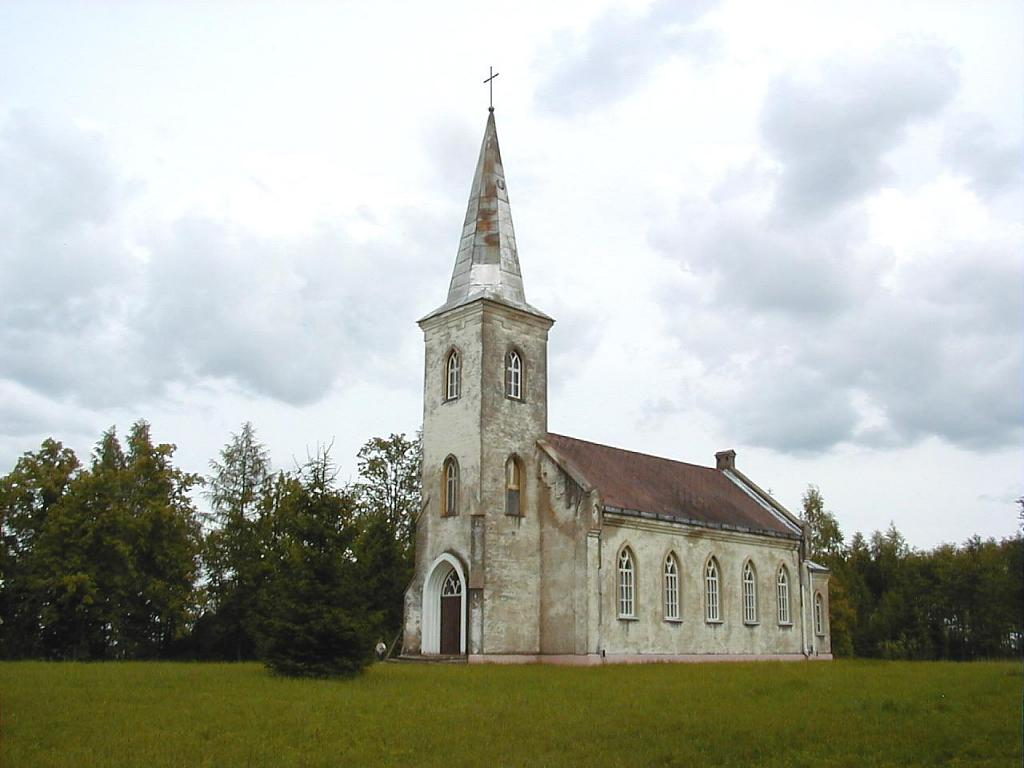
Lutherische Kirche von Kalupe (Gemeinde Rožkalni), erbaut von 1935 bis 1940
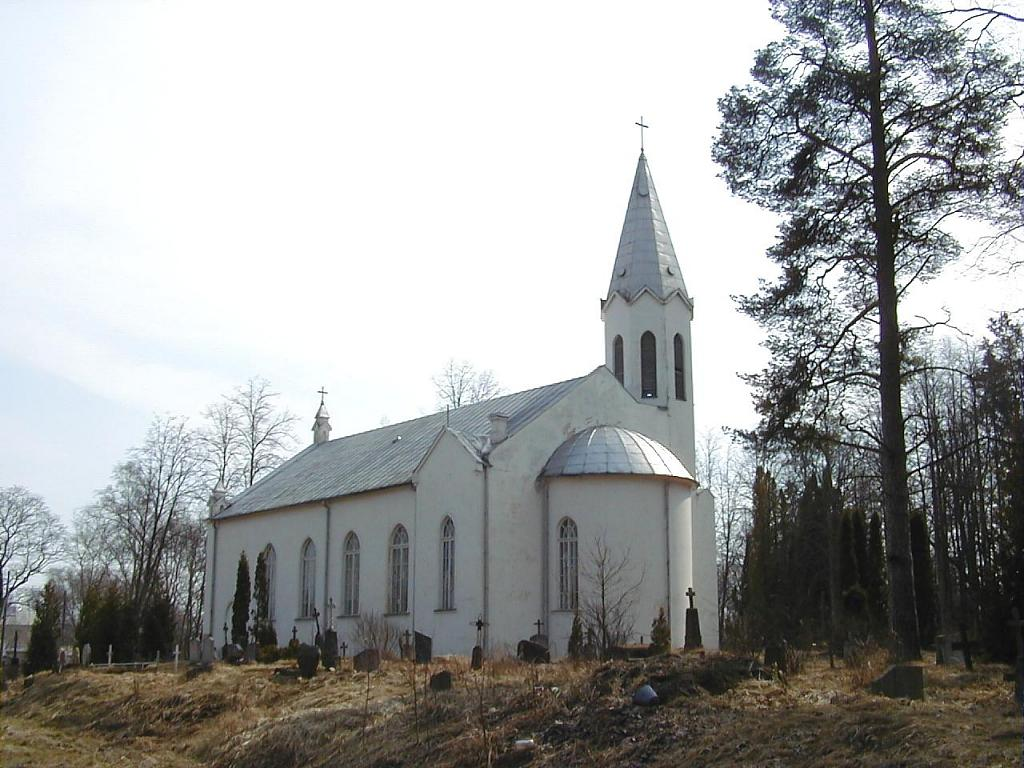
Katholische Kirche St. Anna in Vanagi (Gemeinde Upmala), erbaut 1936